# Management traineeship
Een management traineeship, soms verkort aangeduid als traineeship, is een gestructureerd werk- en opleidingsprogramma dat sommige werkgevers aan hoogopgeleide starters op de arbeidsmarkt aanbieden. Sommige bedrijven laten ook mensen met relatief beperkte werkervaring elders toe tot hun traineeprogramma's. Vaak zijn dit veelbelovende kandidaten die zich verder willen ontwikkelen in een specifieke richting.
Kenmerkend voor een traineeprogramma is dat het bedrijf investeert in een langdurige opleiding van de starter, door leren en werken te combineren. Deze opleiding gebeurt doorgaans 'on the job', maar omvat meestal ook (externe) cursussen. Voor deze cursussen geldt bijna altijd een terugbetalingsregeling, dat wil zeggen dat wanneer de trainee binnen een bepaalde periode de werkgever op eigen initiatief verlaat, hij of zij de studiekosten geheel of gedeeltelijk terug moet betalen. Vaak gaat het dan om een bedrag van enkele duizenden euro’s.
De duur van management traineeships varieert per werkgever, maar is meestal tussen de anderhalf en drie jaar. Bij sommige traineeships wisselt de trainee frequent van afdelingen of opdracht.
Management traineeships onderscheiden zich van stages doordat het reguliere banen met bijpassende beloning betreft, zij het met een grotere nadruk op opleiding en ontwikkeling van de trainee. Omdat bedrijven doorgaans trainees werven en selecteren met het oog op een toekomstige zwaardere managementfunctie, is de sollicitatieprocedure vaak strenger dan voor de aard van de directe werkzaamheden noodzakelijk lijkt.  Selectieprocedures met assessments en intelligentietesten zijn geen uitzondering. Ook is de duur van een traineeship verschillend van een stage. Een stage duurt in de meeste gevallen 6 maanden en een traineeship langer. Ook is een stage vaak onderdeel van een studie.
Naast management traineeships zijn er ook IT, Finance, Marketing en Sales traineeships. Waar een management traineeship minder specifiek en vrij algemeen ingestoken is, ligt er bij de andere een directere focus op het vakgebied.   